# Sé (São Paulo)
Pour les articles homonymes, voir Sé.
Sé est un district situé dans la région centrale de la ville de São Paulo et est administré par la sous-préfecture de la Sé. Elle forme, avec le quartier de la República, le soi-disant centre historique de São Paulo.
C'est le district dans lequel se trouve le Pátio do Colégio, le point où la ville de São Paulo est fondée en 1554 ; la Praça da Sé, où se trouvent le « Point zéro » de la ville et la cathédrale métropolitaine de São Paulo ; la Faculté de droit de l'Université de São Paulo ; le siège de la Cour de justice de São Paulo ; le Prédio Martinelli ; l'Hôtel de ville ; la Brasil, Bolsa, Balcão (B3); le siège du ministère public de l'État de São Paulo ; l'Édifice Altino Arantes (Banespa) ; le marché municipal et le monastère Saint-Benoît, entre autres points d'intérêt.
Le quartier est desservi par les lignes 1-Bleue et 3-Rouge du métro de São Paulo et par l'Expresso Tiradentes de São Paulo Transportes Sociedade Anônima (pt) (SPTrans).
Fait intéressant, dans ce quartier, se trouve la partie la plus connue du quartier de la Liberdade, bien qu'il existe également un district portant ce nom. La partie la plus fréquentée de la rue Galvão Bueno, la Praça da Liberdade et la station Liberdade du métro sont officiellement situées dans le district de la Sé.

## Histoire
Le mot Sé vient du latin Sedes, qui signifie siège, fondation. Grosso modo, l'espace du district de la Sé correspond au plus ancien quartier occupé de la ville (à partir du XVIe siècle), connu sous le nom de « Vieux Centre » (à ne pas confondre avec le « Centre Historique »), qui s'est formé en une sorte de colline ou de plateau en forme de « V », entouré par les rivières Anhangabaú, d'un côté, et Tamanduateí, de l'autre. En gros, cette zone était délimitée par les routes de liaison entre quatre points principaux : les églises de la Sé, du Carme, de Saint-Benoît et Saint-François (qui correspondent aux rues actuelles Senador Feijó, Anita Garibaldi, Roberto Simonsen, Boa Vista et Líbero Badaró).
Le district de la Sé forme, avec celui de la República, le soi-disant centre historique de São Paulo. Cependant, dans ce dernier, l'occupation effective n'a commencé qu'au XIXe siècle et ne se renforcera qu'au début du XXe siècle, après la construction du Viaduto do Chá.

## Limites
- Nord : Rue Mauá/Voie ferrée de la CPTM (Lignes 7, 10 et 11).
- Est : Avenue do Estado, Avenue Mercúrio et Rue da Figueira.
- Sud : Liaison Est-Ouest et Rue Antônio de Sá.
- Ouest : Avenue 23 de Maio, Praça da Bandeira, Vale do Anhangabaú et Avenue Prestes Maia.

## Districts limitrophes
- Bom Retiro (Nord).
- Brás (Est).
- Cambuci (minimement) (Sud-Est).
- Liberdade (Sud).
- República (Ouest).

## Principales attractions
- Cathédrale métropolitaine
- Pátio do Colégio
- Marché municipal de São Paulo
- Monastère de Saint-Benoît
- Faculté de droit de l'université de São Paulo
- Bovespa
- BM&F
- Palais des Industries
- Edifício Matarazzo (Hôtel de ville)
- Cour de justice de São Paulo
- Edifício Altino Arantes
- Prédio Martinelli
- Edificio do Banco do Brasil

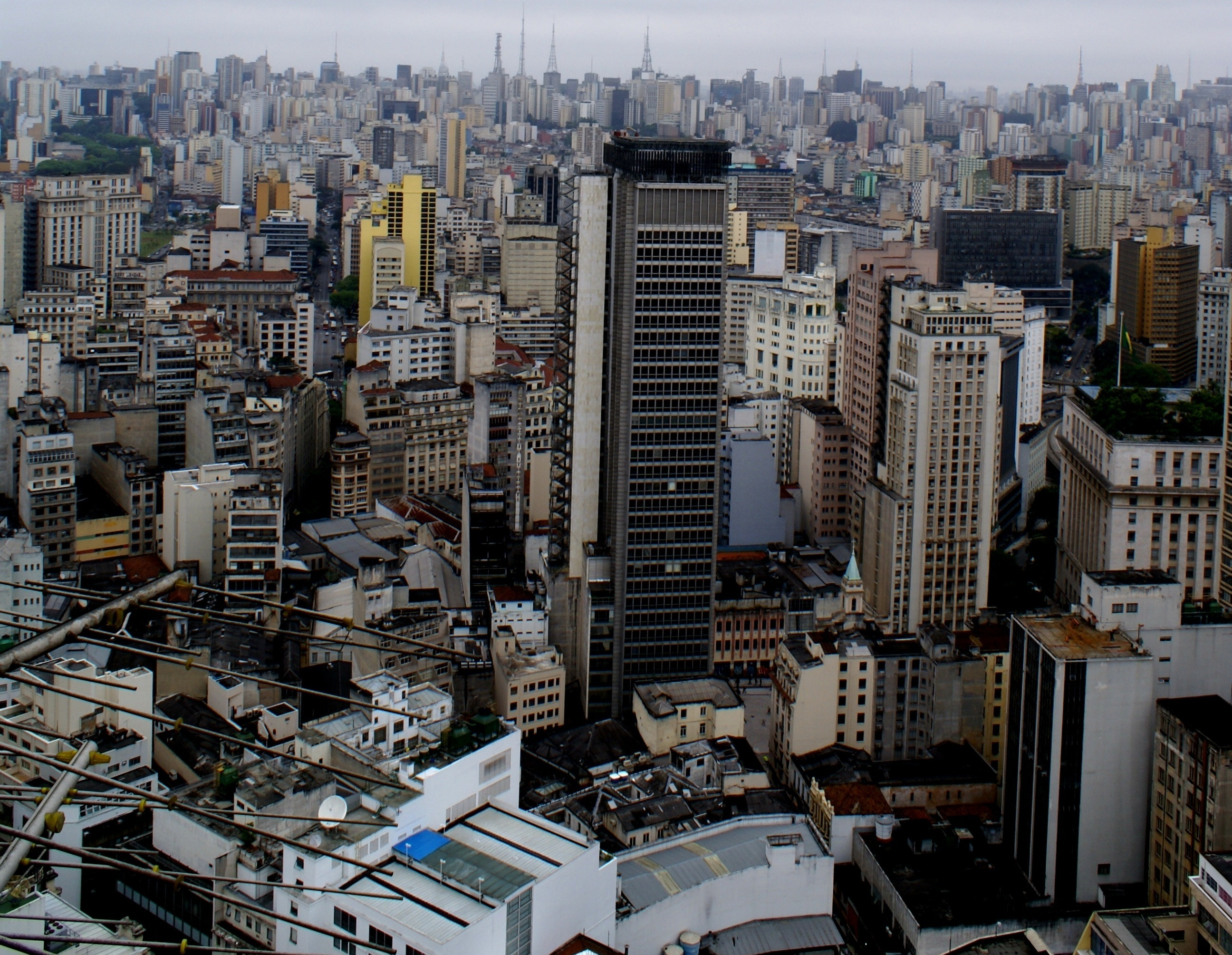
Vue d'une partie de la région centrale de São Paulo depuis l'Edifício Altino Arantes.
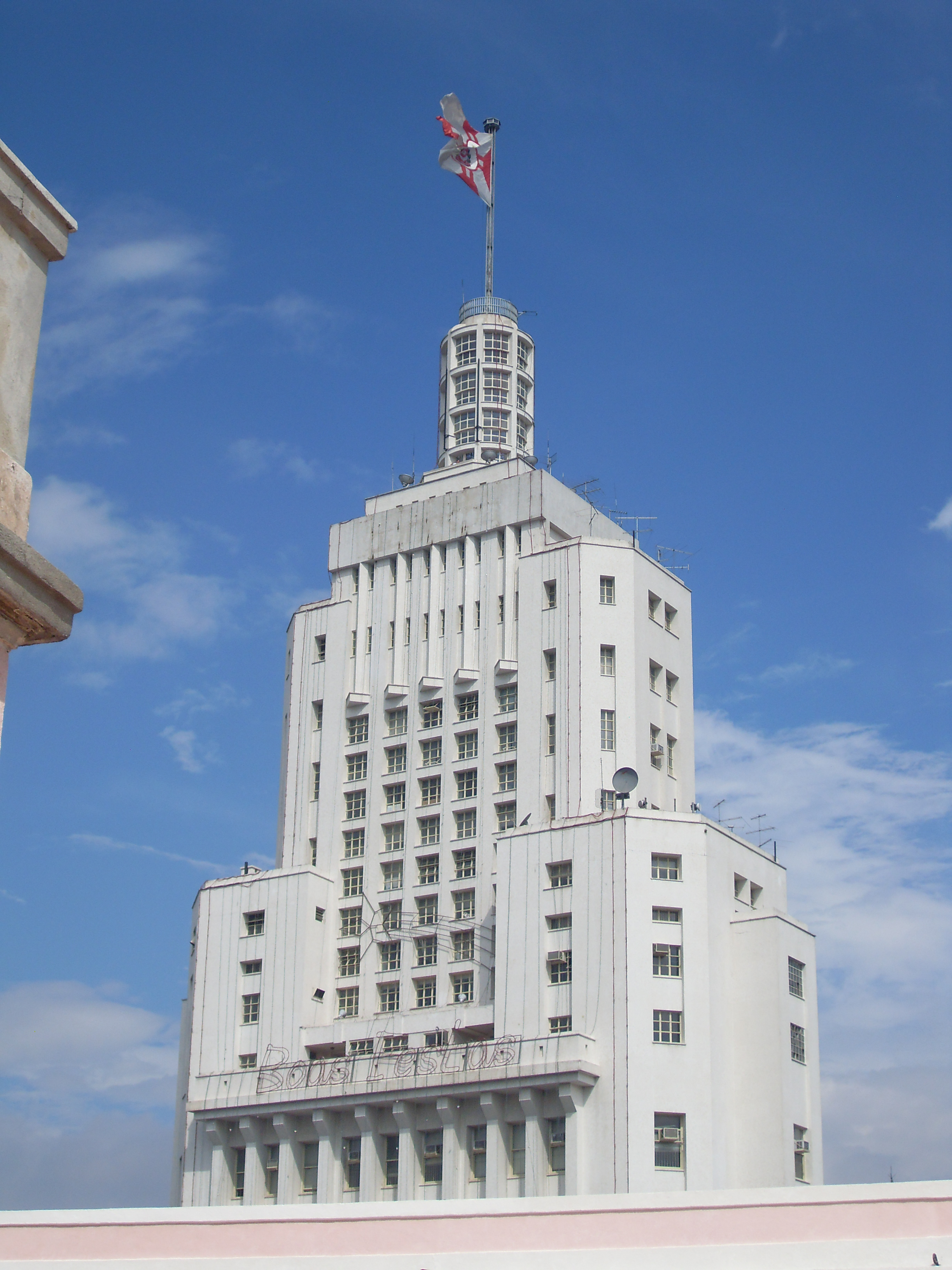
Tour Altino Arantes au sommet de l'Edifício Altino Arantes.

## Galerie d'images

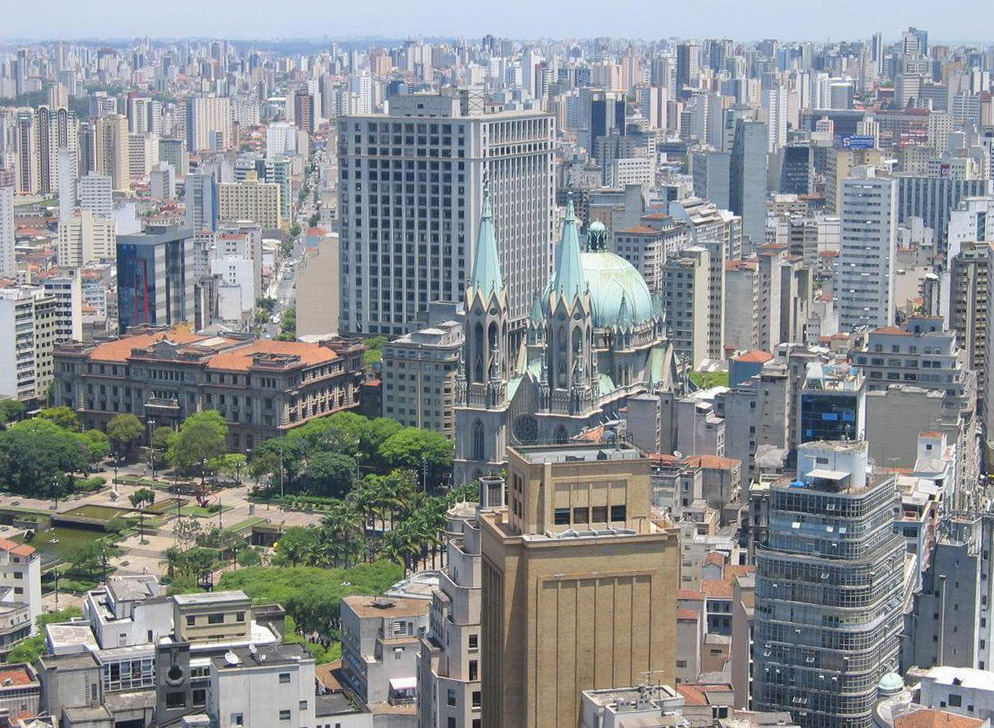
Vue générale de la Praça da Sé, avec le Palais de justice (à gauche) et la cathédrale (à droite).
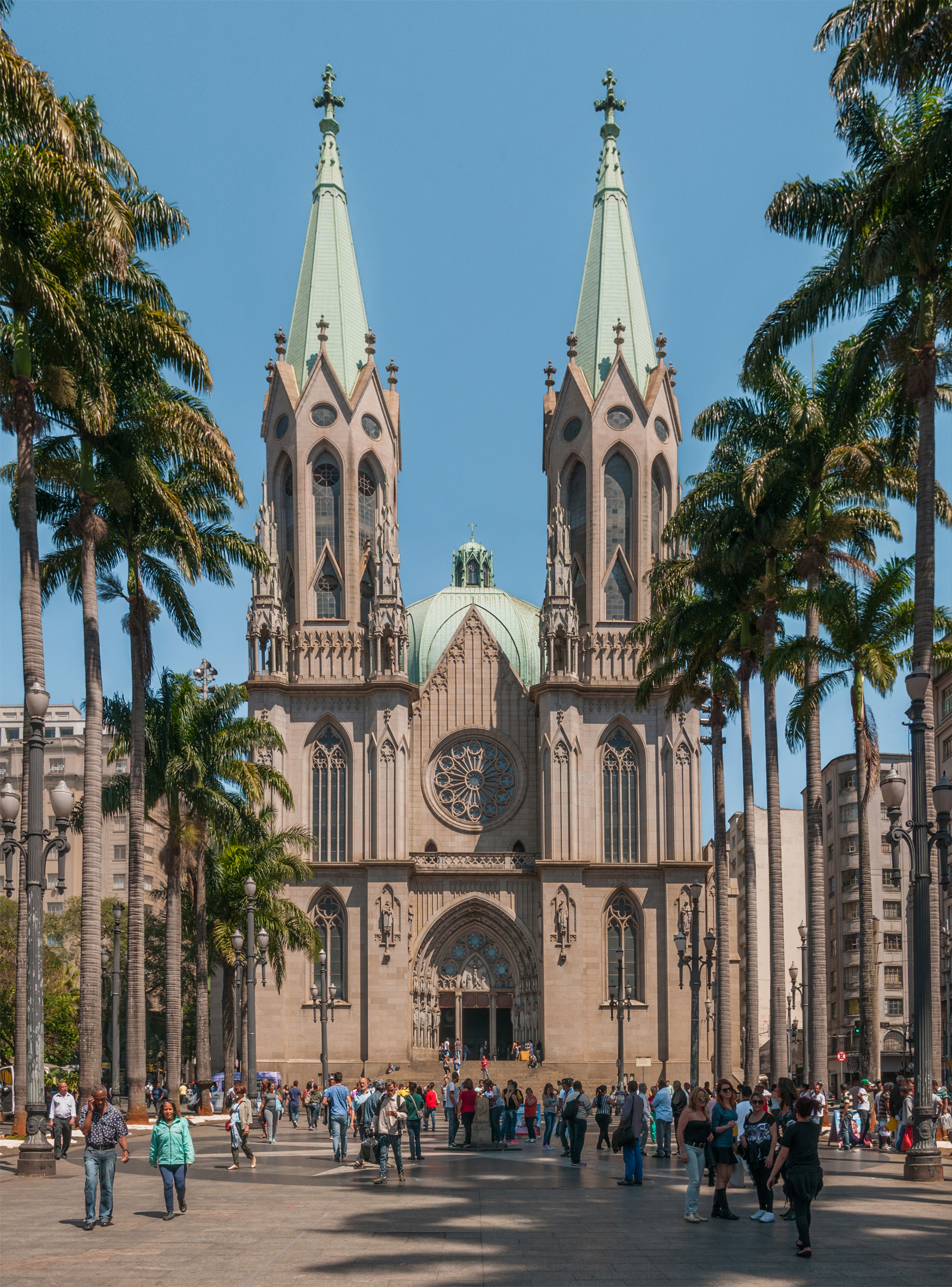
Façade de la cathédrale.
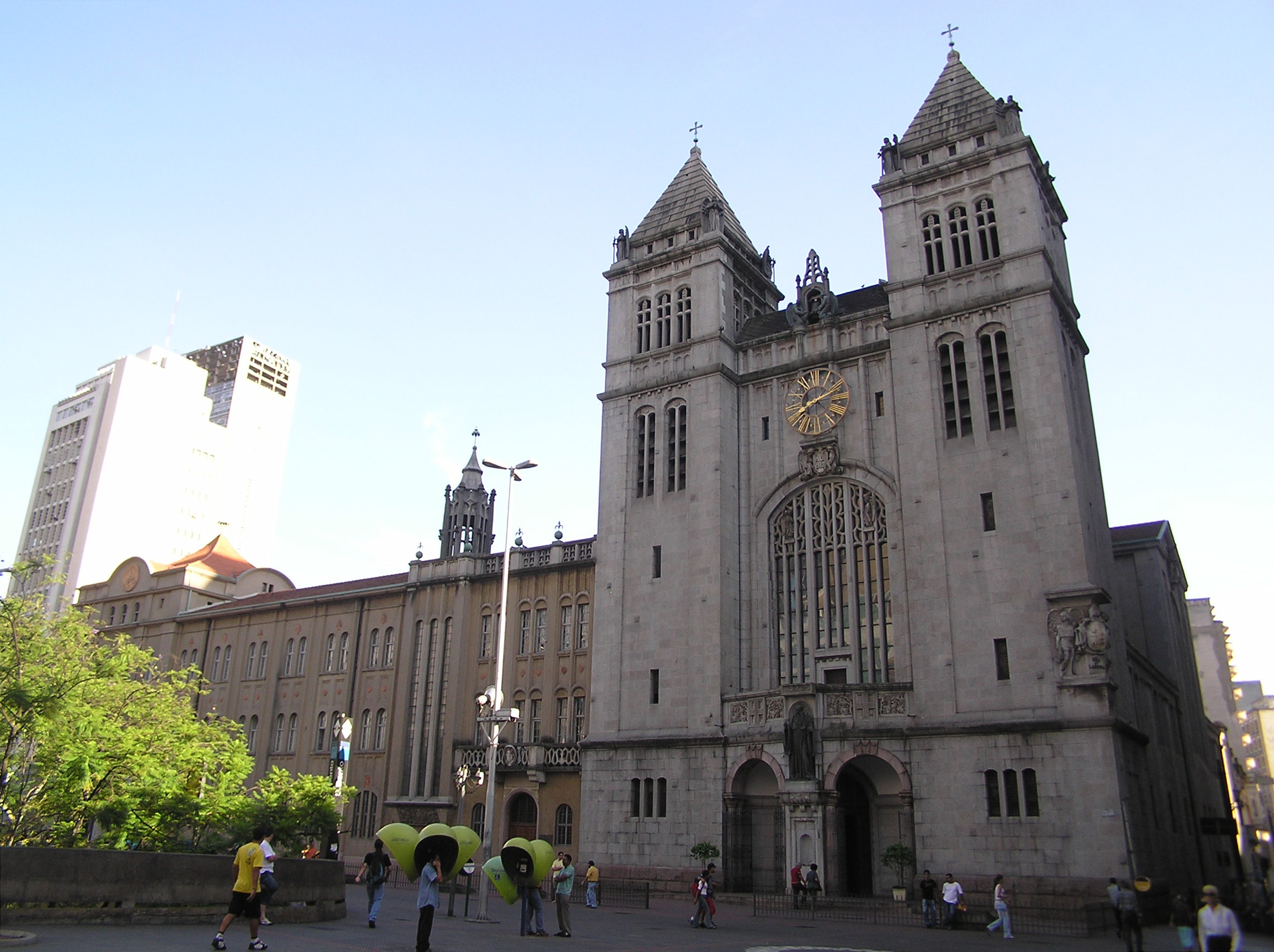
Collège et monastère Saint-Benoît.
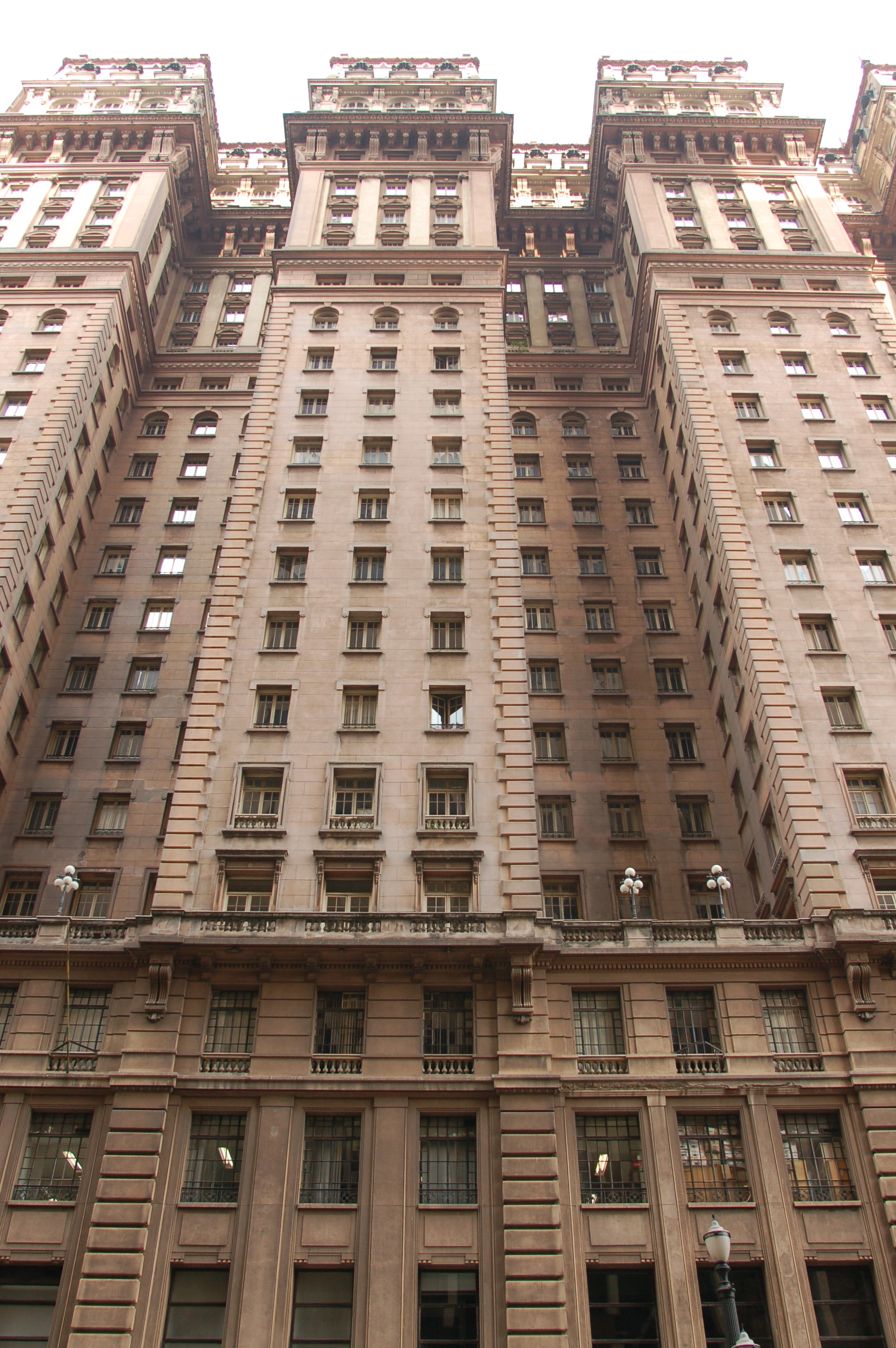
Edifício Martinelli, considéré comme le plus ancien gratte-ciel du Brésil (1929).
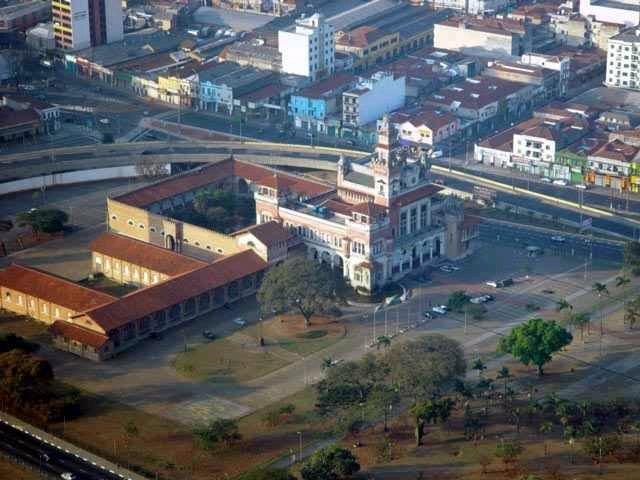
Palais des Industries, derrière le viaduto Diário Popular et l'avenue Mercúrio
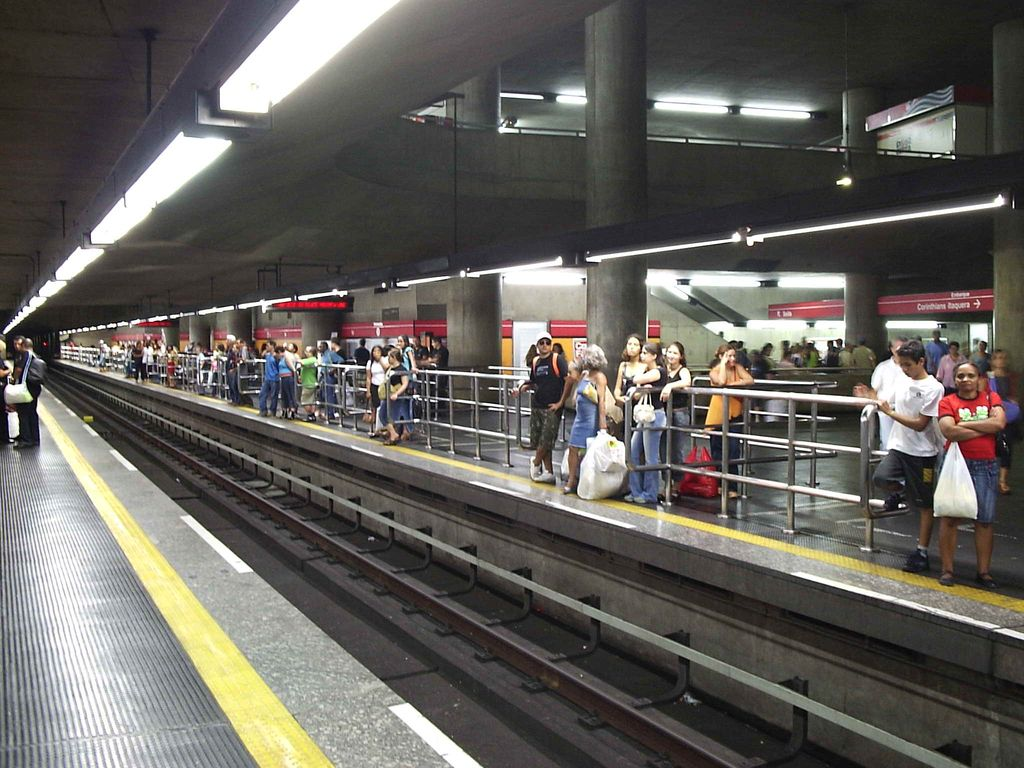
Vue de la station de métro Sé.
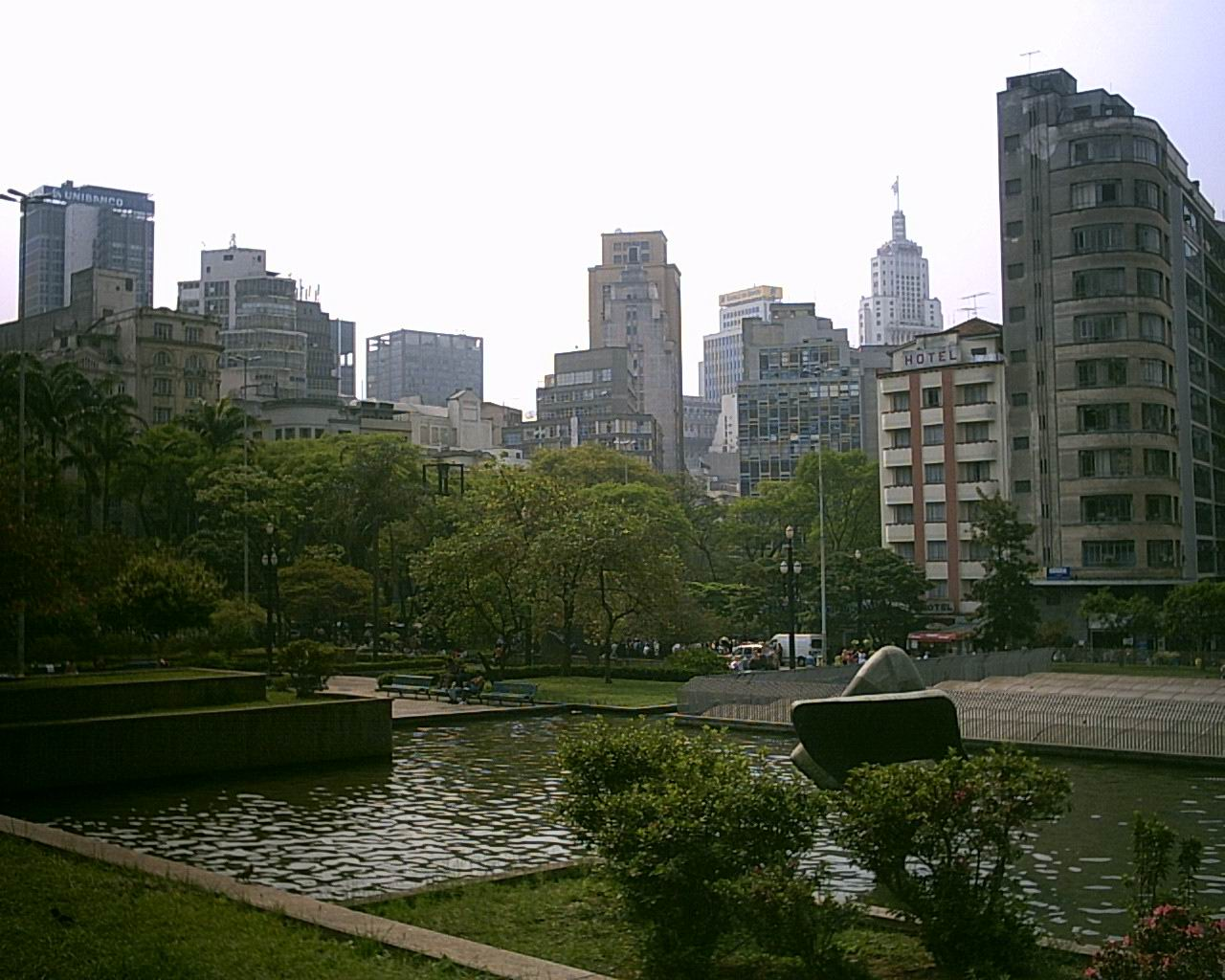
Vue de la Praça da Sé.